# Ingibjörg Sigurðardóttir
Ingibjörg Sigurðardóttir (Grindavik, 7 oktober 1997) is een IJslands voetbalspeelster. Ze speelt als verdediger voor SC Freiburg in de Bundesliga.

## Clubcarrière
Sigurðardóttir groeide op in Grindavik in Zuidwest-IJsland en begon met voetballen bij de voetbalclub Grindavik op jonge leeftijd. Op 17 augustus 2011 debuteerde ze als dertienjarige in een wedstrijd van Grinavik tegen Þróttur Reykjavík in de Úrvalsdeild. In 2012 tekende Sigurðardóttir op veertienjarige leeftijd een contract bij Breiðablik, de recordkampioen in het IJslandse voetbal. Ze maakte haar debuut voor de club in augustus 2012. Tot 2016 kwam ze zowel uit voor het jeugdteam van de club als de hoofdmacht.
In december 2017 tekende Sigurðardóttir een contract bij het Zweedse Djurgårdens IF actief in de Damallsvenskan. Na twee seizoenen in Zweden maakte ze de overstap naar het Noorse Vålerenga. Met deze club werd Sigurðardóttir kampioen van de Toppserien op 6 december 2020. Met Vålerenga kwam ze uit in de kwalificatiereeks voor de Champions League 2020/21. In een wedstrijd tegen FC Gintra maakte Sigurðardóttir haar eerste treffer in de Champions League. Sigurðardóttir werd met haar ploeg uitgeschakeld tegen BK Häcken. Na drie seizoenen in Noorwegen maakte ze de overstap naar het Duitse MSV Duisburg. Op 28 januari 2024 maakte Sigurðardóttir haar debuut in de Bundesliga tegen 1. FC Nürnberg. In de zomer van 2024 ging MSV Duisburg falliet en als gevolg hierop werden de contracten van alle speelsters ontbonden. Hierdoor kon Sigurðardóttir transfervrij de overstap maken naar het Deense Brøndby IF waar ze sindsdien voor uitkwam in de Elitedivisionen. 
Na een seizoen keerde Sigurðardóttir terug naar Duitsland waar ze voor SC Freiburg. Ze werd gehaald als vervangster van de zwaargeblesseerd geraakte Alina Axtmann.

## Statistieken
| Seizoen | Club           | Land       | Competitie      | Wedstrijden | Doelpunten |
| ------- | -------------- | ---------- | --------------- | ----------- | ---------- |
| 2011    | Grindavik      | IJsland    | Úrvalsdeild     | 4           | 0          |
| 2012    | Breiðablik     | IJsland    | Úrvalsdeild     | 4           | 1          |
| 2013    | Breiðablik     | IJsland    | Úrvalsdeild     | 10          | 0          |
| 2014    | Breiðablik     | IJsland    | Úrvalsdeild     | 16          | 2          |
| 2015    | Breiðablik     | IJsland    | Úrvalsdeild     | 4           | 0          |
| 2016    | Breiðablik     | IJsland    | Úrvalsdeild     | 17          | 0          |
| 2017    | Breiðablik     | IJsland    | Úrvalsdeild     | 16          | 2          |
| 2018    | Djurgårdens IF | Zweden     | Damallsvenskan  | 22          | 3          |
| 2019    | Djurgårdens IF | Zweden     | Damallsvenskan  | 21          | 1          |
| 2020    | Vålerenga      | Noorwegen  | Toppserien      | 17          | 5          |
| 2021    | Vålerenga      | Noorwegen  | Toppserien      | 18          | 2          |
| 2022    | Vålerenga      | Noorwegen  | Toppserien      | 22          | 2          |
| 2023    | Vålerenga      | Noorwegen  | Toppserien      | 25          | 6          |
| 2023/24 | MSV Duisburg   | Duitsland  | Bundesliga      | 11          | 0          |
| 2024/25 | Brøndby IF     | Denemarken | Elitedivisionen | 18          | 2          |
| 2025/26 | SC Freiburg    | Duitsland  | Bundesliga      | 0           | 0          |
| Totaal  | Totaal         | Totaal     | Totaal          | 225         | 26         |

Laatste update: 12 augustus 2025

## Interlandcarrière
Sigurðardóttir maakte haar debuut voor het IJslandse nationale team op 8 juni 2017 in een 0-0 gelijkspel in een uitwedstrijd tegen Ierland door in de basis te starten. Kort daarna werd ze opgenomen in de IJslandse selectie voor het EK 2017 in Nederland. Op dit eindtoernooi kwam ze in actie in de groepswedstrijden tegen Frankrijk en Zwtserland. Op het EK 2022 in Engeland was Sigurðardóttir eveneens van de partij en kwam ze in actie in het laatste groepsduel tegen Frankrijk.